# البدلة المتنقلة كاندام 00

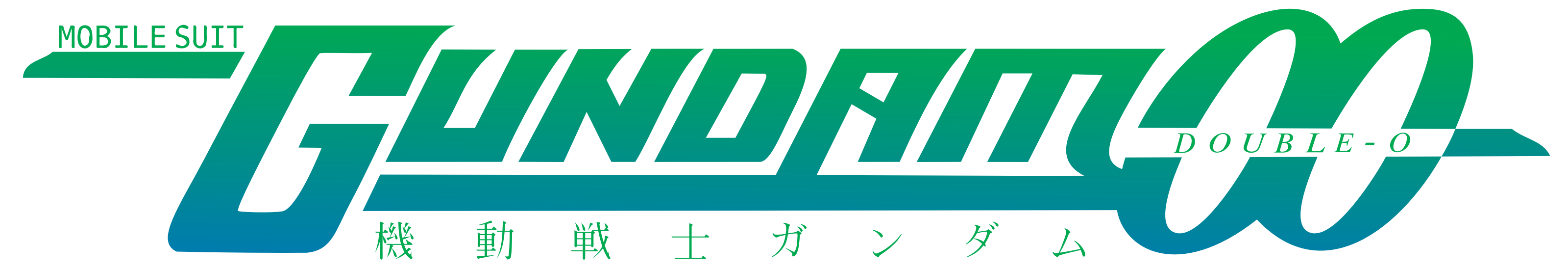

البدلة المتنقلة كاندام 00 (تلفظ دابل أو) (機動戦士ガンダム00 كيدو سِنشي غاندامو دابُرو أو) هي أول سلسلة أنمي جاندام يتم عرضها بالصيغة عالية الوضوح.
تم عرض الموسم الأول من 6 أكتوبر 2007 إلى 29 مارس 2008.

## الموسم الثاني
تم عرض الموسم الثاني من 5 أكتوبر 2008 وانتهى عرضه في 29 مارس 2009.

## طاقم إنتاج الأنمي
- الإخراج: سيجي ميزُشيما
- تأليف النص الرئيسي: يوسكي كورودا
- تصميم الشخصيات: يون كوغا, ميتشينوري تشيبا
- تصميم الآلات: كنيو أوكاوارا, كينجي تيراوكا, سييتشي ناكاتاني، كانيتاكي إيبيكاوا، تاكايوكي ياناسي، ناوهيرو واشيو، هيتوشي فُكُتشي
- الموسيقى: كينجي كاواي
- إنتاج الموسيقى: فيكتور إنترتينمنت
- إخراج الصوت: ماسافمي ميما
- إنتاج الرسوم: سنرايز
- إنتاج: MBS

## عناوين حلقات الأنمي

### الموسم الأول
- 1 - سيليستيال بيينج (ソレスタルビーイング سورِستارو بيينجو)
- 2 - كاندام مايستر (ガンダムマイスター غاندامو مايستآ)
- 3 - العالم المتغير (変わる世界 كاوارو سيكاي)
- 4 - مفاوضات أجنبية (対外折衝 تايغاي سيشّو)
- 5 - منطقة تخطي الحدود (限界離脱領域 غِنكاي ريداتسو ريويكي)
- 6 - سفن سورد (セブンソード سِبُن سودو)
- 7 - روح لا يُدفع لها (報われぬ魂 مُكُوارِنو تاماشي)
- 8 - عقوبة عشوائية (無差別報復 مُسابتسو هوفُكو)
- 9 - كرامة أمّة عظيمة (大国の威信 تايكوكو نو إيشين)
- 10 - مخطط القبض على الكاندام (ガンダム鹵獲作戦 غاندامو روكاكو ساكسن)
- 11 - أليلويا (アレルヤ أرِرُيا)
- 12 - نحو آخر المذهب (教義の果てに كيوغي نو هاتي ني)
- 13 - عودة القدّيس (聖者の帰還 سيجا نو كيكان)
- 14 - فجر القرار (决意の朝 كِتسوي نو أسا)
- 15 - الأجنحة المكسورة (折れた翼 أوريتا تسوباسا)
- 16 - ترينيتي (トリニティ تورينيتي)
- 17 - هجوم الثروني (スローネ強襲 سُروني كيوشو)
- 18 - طرف رمح الحقد (悪意の矛先 أكوي نو هوكوساكي)
- 19 - روابط (絆 كيزُنا)
- 20 - سيف التطور (変革の刃 هنكاكو نو يايبا)
- 21 - طريق الدمار (滅びの道 هوروبي نو ميتشي)
- 22 - ترانس أم (トランザム تورانزامو)
- 23 - وقوف العالم (世界を止めて سيكاي وو توهيتيه)
- 24 - قصيدة لا تنتهي (終わりなき詩 أواريناكي أوتا)
- 25 - ستسنا (刹那 ستسنا)

### الموسم الثاني
- 1 - نهوض الملاك من جديد (天使再臨 تنشي سايرين)
- 2 - توين درايف (ツインドライヴ تسوين دورايبو)
- 3 - مخطط استعادة أليلويا (アレルヤ奪還作戦 أرِرَيا داكّان ساكسن)
- 4 - سبب للقتال (戦う理由 تاتاكاو ريو)
- 5 - الوطن يشتعل (故国燃ゆ كوكوكو مويو)
- 6 - كدمة (傷痕 كيزوأتو)
- 7 - لم شمل وفراق (再会と離別と سايكاي تو ريبتسو تو)
- 8 - التواء صافي (無垢なる歪み مُكُنارو يوغامي)
- 9 - ماضٍ لا يُمسح (拭えぬ過去 نوكوينو كاكو)
- 10 - ضوء النعيم (天の光 تن نو هيكاري)
- 11 - صوت دابل أو (ダブルオーの声 دابُرو أو نو كوي)
- 12 - سأنتظر في الفضاء (宇宙で待ってる سورا دي ماتّيرو)
- 13 - هجوم على ميمينتو موري (メメントモリ攻略戦 ميمينتو موري كورياكسن)
- 14 - أسمع أغنية (歌が聞こえる أوتا غا كيكويرو)
- 15 - انتصار المقاومة (反抗の凱歌 هانكو نو غايكا)
- 16 - مقدمة إلى المأساة (悲劇への序章 هيغِكي إيه نو جوشو)
- 17 - في وسط الضوء المتناثر (散りゆく光の中で تشيريوكو هيكاري نو ناكا دي)
- 18 - مشاعر مختلطة (交錯する想い كوساكو سورو أوموي)
- 19 - ظل الإينوفيتر (イノベイターの影 إينوبيتآ نو كاغي)
- 20 - أنيو ريترن (アニュー・リターン أنيو ريتآن)
- 21 - باب التجديد (革新の扉 كاكشين نو توبيرا)
- 22 - من أجل المستقبل (未来のために ميراي نو تامي ني)
- 23 - زهرة الحياة (命の華 إينوتشي نو هانا)
- 24 - (BEYOND بيوند)
- 25 - الإحياء من جديد (再生 سايسيه)

## وصلات خارجية
- البدلة المتنقلة كاندام 00 على موقع IMDb (الإنجليزية)
- البدلة المتنقلة كاندام 00 على موقع كينوبويسك (الروسية)
- البدلة المتنقلة كاندام 00 على موقع ألو سيني (الفرنسية)
- البدلة المتنقلة كاندام 00 على موقع ميوزك برينز (الإنجليزية)
- البدلة المتنقلة كاندام 00 على موقع قاعدة بيانات الفيلم (الإنجليزية)

- الموقع الرسمي الياباني
- موقع MBS الرسمي
- صفحة الموسم الأول في MyAnimeList
- صفحة الموسم الثاني في MyAnimeList